# 2004 في اليابان
فيما يلي قوائم الأحداث التي وقعت خلال عام 2004 في اليابان.

## سياسة

### انتهاء فترة المنصب
- 25 يوليو – اكيتو اريما عضو مجلس المستشارين.

## رياضة
- 10 أكتوبر – جائزة اليابان الكبرى 2004 الفائز مايكل شوماخر.

## أفلام
من الأفلام التي صدرت هذه السنة في اليابان:
- 1 يناير – 3-حديد من إخراج كيم كي دوك.
- 1 يناير – فيلم ناروتو: صدام النينجا في أرض الثلج من إخراج Tensai Okamura [الإنجليزية]‏.
- 1 يناير – كاشيرن من إخراج كازواكي كيريا.
- 1 يناير – لعبة العقل من إخراج ماساكي يواسا.
- 13 مايو – لا أحد يعلم من إخراج هيروكازو كوري إدا.
- 29 أغسطس – ضائع في الترجمة من إخراج صوفيا كوبولا.
- 2 سبتمبر – زاتويشي من إخراج تاكيشي كيتانو.
- 22 أكتوبر – الحقد من إخراج تاكاشي شيموزو.
- 22 نوفمبر – الساموراي الأخير من إخراج إدورد زويك.

## برامج ومسلسلات وأنمي
- مارتن ميستري

## كتب
من الكتب التي صدرت هذه السنة في اليابان:
- 1 يناير – أوجاماجو دوريمي من تأليف تاكاشي يامادا  [لغات أخرى]‏.
- 1 يناير – ماريا ساما غا ميترو من تأليف Oyuki Konno  [لغات أخرى]‏.

## مواليد

### يونيو
- 23 يونيو – مانا اشيدا

## وفيات

### يناير
- 1 يناير – سايزو سايتو (مواليد 1908) لاعب كرة قدم ياباني.

### فبراير
- 2 فبراير – هايكيسوتشي ميتشيو (مواليد 1923)

### مارس
- 5 مارس – ماسانوري توكيتا (مواليد 1925) لاعبو كرة قدم يابانيون.
- 26 مارس – تاكيشي كامو (مواليد 1915) لاعبو كرة قدم يابانيون.

### يوليو
- 16 يوليو – كوجي ناكانو (مواليد 1925) كاتب ياباني.
- 19 يوليو – زينكو سوزوكي (مواليد 1911) سياسي ياباني.

### أغسطس
- 13 أغسطس – كو يونغ هي (مواليد 1952) زوجة كم جونغ إل.
- 29 أغسطس – سويهيرو تانيمورا (مواليد 1933) كاتب ومؤلف ياباني.

### أكتوبر
- 29 أكتوبر – شوسي كودا (مواليد 1979)